# RU Близнецов
RU Близнецов (лат. RU Geminorum) — двойная затменная переменная звезда типа Алголя (EA) в созвездии Близнецов на расстоянии (вычисленном из значения параллакса) приблизительно 9200 световых лет (около 2821 парсека) от Солнца. Видимая звёздная величина звезды — от +13,2m до +12,1m. Орбитальный период — около 8,6708 суток.

## Характеристики
Первый компонент — белая звезда спектрального класса A. Эффективная температура — около 8634 K.